# Byron Mitchell
Byron Mitchell (* 31. Oktober 1973 in Orlando, Florida, USA) ist ein ehemaliger Boxer im Supermittelgewicht und zweifacher WBA-Weltmeister.

## Karriere
Mit einem technischen K.-o.-Sieg in Runde 11 über Frankie Liles wurde Mitchell im Juni 1999 WBA-Weltmeister. Er verteidigte diesen Gürtel noch im selben Jahr gegen den Franzosen Bruno Girard mit einem Unentschieden. Aufgrund dieses Unentschiedens wurde ein Rückkampf angesetzt, welcher im April des darauffolgenden Jahres stattfand. Dieses Mal musste sich Mitchell dem Franzosen einstimmig nach Punkten geschlagen geben.
Am 3. März 2001 boxte er gegen Manny Siaca erneut um den WBA-Weltmeistertitel, der diesmal vakant war, und eroberte ihn  mit einem Sieg durch technischen K. o. in der 12. Runde abermals.